# Reidsche Ungleichung
Die reidsche Ungleichung ist eine mathematische Ungleichung aus dem Bereich der Operatorentheorie auf Hilberträumen. Sie wurde 1951 von William Thomas Reid bewiesen.

## Formulierung
Seien {\displaystyle H} ein Hilbertraum und {\displaystyle A,B} stetige lineare Operatoren auf {\displaystyle H}, so dass gilt:
- {\displaystyle A} ist ein positiver Operator, das heißt {\displaystyle \langle Ax,x\rangle \geq 0} für alle {\displaystyle x\in H}
- {\displaystyle AB} ist selbstadjungiert, das heißt {\displaystyle \langle ABx,y\rangle =\langle x,ABy\rangle } für alle {\displaystyle x,y\in H}.

Dann gilt {\displaystyle |\langle ABx,x\rangle |\leq \|B\|\langle Ax,x\rangle } für alle {\displaystyle x\in H}.
Der Beweis kann mit elementaren Mitteln geführt werden, das heißt ohne Spektraltheorie oder Funktionalkalkül. Im Wesentlichen handelt es sich um eine geschickte Anwendung der Cauchy-Schwarz-Ungleichung für die positiv semidefinite Sesquilinearform {\displaystyle (x,y)\to \langle Ax,y\rangle } auf {\displaystyle H}.

## Anwendung
- Sind die positiven Operatoren {\displaystyle A} und {\displaystyle B} vertauschbar, das heißt {\displaystyle AB=BA}, so ist auch {\displaystyle AB} positiv.

Zum Beweis sei {\displaystyle I} der identische Operator auf dem zu Grunde liegenden Hilbertraum. Ohne Einschränkung ist {\displaystyle \|B\|\leq 1}. Dann ist auch {\displaystyle 0\leq I-B\leq 1} und daher {\displaystyle \|I-B\|\leq 1}. Da {\displaystyle A} auch mit {\displaystyle I-B} vertauscht, ist {\displaystyle A(I-B)} selbstadjungiert, und die reidsche Ungleichung liefert 
{\displaystyle \langle A(I-B)x,x\rangle \leq \|I-B\|\langle Ax,x\rangle \leq \langle Ax,x\rangle }. Also ist {\displaystyle A-AB=A(I-B)\leq A}, das heißt {\displaystyle AB\geq 0}.
Die Beweisführung dieses wichtigen Resultats mit Hilfe der reidschen Ungleichung erfordert nur elementare Hilfsmittel. Mit fortgeschrittener Theorie kann man dieses Ergebnis ebenso schnell erhalten. Dann betrachtet man die von {\displaystyle A} und {\displaystyle B} erzeugte C*-Algebra, die, da kommutativ, nach dem Satz von Gelfand-Neumark isomorph zu einer Algebra stetiger Funktionen auf einem lokalkompakten Hausdorffraum {\displaystyle X} ist, und obige Anwendung reduziert sich auf die Tatsache, dass das Produkt zweier stetiger Funktionen {\displaystyle X\mapsto \mathbb {R} _{0}^{+}} wieder eine solche Funktion ist.